# クリスト・ビルキディ
クリスト・ビルキディ（Christo Bilukidi、1989年12月13日 - ）はアンゴラ生まれ、カナダのオンタリオ州オタワ出身のアメリカンフットボール選手。ポジションはディフェンシブエンド（DE）。

## 経歴
アンゴラで生まれた彼はフランス、ブラジルを経て、カナダのオンタリオ州オタワに移り住んだ。高校ではバスケットボールをしており、アメリカンフットボールを始めたのは最終学年になってからであった。
東アリゾナ・ジュニアカレッジへ入学、NFLで10シーズンプレーしたことのあるビル・カリーが彼のゲームテープを見たことから、カリーがヘッドコーチを務めるジョージア州立大学に転校、2シーズンディフェンシブタックル、ディフェンシブエンドで先発した。2010年には51タックル（7ロスタックル）、5サック、2ファンブルフォース、2011年には38タックル（9ロスタックル）、5サック、1ファンブルリカバー、1ファンブルフォースをあげた。
2012年、アトランタで行われたリージョナル・コンバインに参加した。同年のCFLドラフト3巡でウィニペグ・ブルーボンバーズに、2012年のNFLドラフト6巡でオークランド・レイダースに指名された。ジョージア州立大学の選手がNFLドラフトで指名されたのは彼が初めてであった。
2013年、第2週のジャクソンビル・ジャガーズ戦でNFL初サックをあげた。10月23日、レイダースがマーテズ・ウィルソンを獲得した際に解雇された。レイダースでは控え選手として、18試合に出場し、13タックル、1サックをあげた。同年11月1日、ジーノ・アトキンスが故障者リスト入りしたシンシナティ・ベンガルズと契約したが、カナダ国籍の彼に就労ビザが下りなかったため、契約はNFLより無効となり、ベンガルズは彼の代わりにキーストン・ランドールと契約していた。11月21日にベンガルズと改めて契約を結び、ランドールの代わりにロースターに加わった。